# Verno Phillips
Verno Phillips (ur. 29 listopada 1969 w Belize City) – amerykański bokser, były zawodowy mistrz świata organizacji WBO i IBF (dwukrotnie) w kategorii lekkośredniej.

## Kariera zawodowa
Zawodową karierę rozpoczął w styczniu 1988 roku. Już w pierwszych dwunastu walkach poniósł cztery porażki, jednak szybko zaczął wygrywać z silnymi rywalami – m.in. w czerwcu 1991 roku pokonał byłego dwukrotnego mistrza WBA w kategorii lekkośredniej, Julio Cesara Vasqueza.
30 października 1993 roku zdobył wakujący tytuł mistrza świata WBO, pokonując przez techniczny nokaut w siódmej rundzie byłego mistrza świata WBC, Lupe Aquino. W następnym roku dwukrotnie obronił swój pas mistrzowski, pokonując Jaime Llanesa (techniczny nokaut w 7 rundzie) i Santosa Cardonę (na punkty). Z tym ostatnim pięściarzem zmierzył się ponownie 3 lutego 1995 roku, wygrywając na punkty po niejednogłośnej decyzji sędziów. 17 maja przegrał z byłym mistrzem świata WBC i IBF Gianfranco Rosim, jednak walka została uznana za nieodbytą, ponieważ Włoch nie przeszedł testów antydopingowych. Swój tytuł Phillips stracił w listopadzie 1995 roku, przegrywając decyzją większości na punkty z Paulem Jonesem. Phillips leżał na deskach już w pierwszej rundzie, dodatkowo w rundzie dziewiątej odebrano mu jeden punkt za uderzenie głową.
W krótkim czasie Phillips doznał dwóch kolejnych porażek: z Peterem Venancio (w czerwcu 1996 roku) oraz z przyszłym mistrzem IBF w kategorii półciężkiej, Silvio Branco (w lutym 1997 roku). 21 maja 1997 roku zmierzył się ponownie z Rosim, wygrywając decyzją większości na punkty. 21 stycznia 1998 roku znokautował w dziewiątej rundzie byłego mistrza świata WBA w kategorii junior średniej i WBC w kategorii średniej, Juliana Jacksona, po czym zaprzestał boksowania na ponad dwa lata.
7 września 2001 roku przegrał na punkty z przyszłym mistrzem IBF, Kassimem Oumą. Po wygraniu kilku kolejnych pojedynków (m.in. z Bronco McKartem), dostał szansę walki eliminacyjnej IBF, w której jego rywalem był Julio Garcia. 5 marca 2004 roku pokonał Kubańczyka przez techniczny nokaut już w pierwszej rundzie i został oficjalnym pretendentem do tytułu mistrzowskiego. 5 czerwca w pojedynku o wakujący tytuł mistrza świata IBF pokonał przez techniczny nokaut w szóstej rundzie Carlosa Bojorqueza, który w ostatniej chwili zastąpił kontuzjowanego Kassima Oumę, i zdobył pas mistrzowski. Swój tytuł stracił już w październiku w następnej walce właśnie z Oumą, z którym miał pierwotnie walczyć w czerwcu. Phillips przegrał też następną walkę – 18 czerwca 2005 roku na punkty z Ike Quarteyem.
W 2006 roku stoczył dwa zwycięskie pojedynki: w kwietniu z Juanem Carlosem Candelo i w sierpniu z Teddym Reidem. W następnym roku walczył tylko jeden raz – 16 lutego pokonał na punkty Eduardo Sancheza. 27 marca 2008 roku ponownie zdobył tytuł mistrza świata IBF, pokonując na punkty po niejednogłośnej decyzji sędziów Cory’ego Spinksa.
Phillips zrezygnował jednak z wywalczonego tytułu, aby móc zmierzyć się z Paulem Williamsem. 29 listopada 2008 roku Phillips przegrał z Williamsem, rezygnując z dalszej walki w przerwie między ósmą i dziewiątą rundą. Stawką pojedynku był tytuł tymczasowego mistrza świata WBO. Była to zarazem jego ostatnia walka w karierze.